# Leptocera spinisterna
Leptocera spinisterna är en tvåvingeart som beskrevs av Papp 1974. Leptocera spinisterna ingår i släktet Leptocera och familjen hoppflugor. Inga underarter finns listade i Catalogue of Life.